# Bad Hersfeld

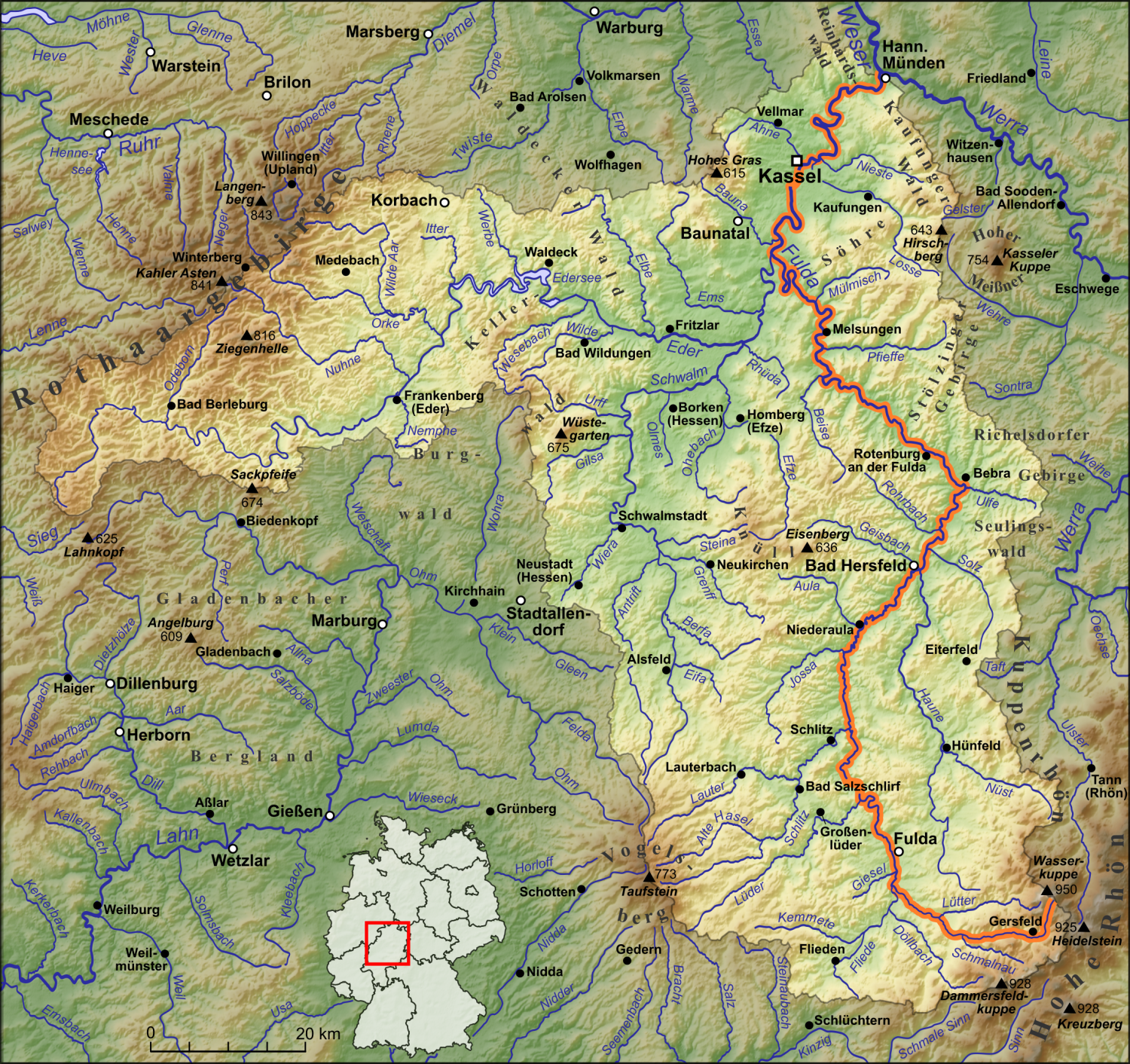
Bad Hersfeld en un mapa del río Fulda

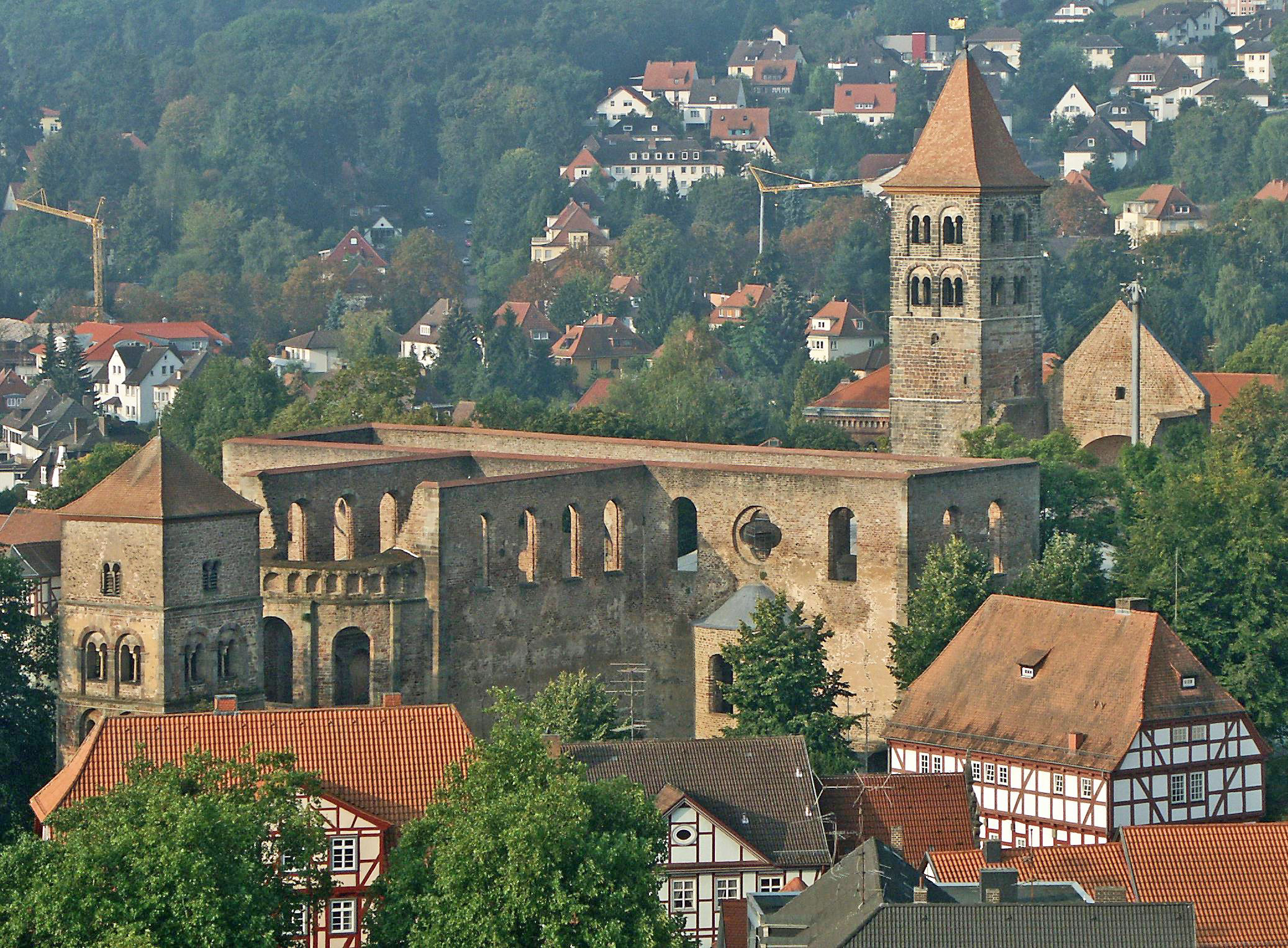
Ruinas de la iglesia románica

Bad Hersfeld es la ciudad capital del distrito de Hersfeld-Rotenburg, al este del estado federado de Hesse, Alemania. Situada a la orilla del río Fulda, es famosa por su balneario y su festival de música clásica, el cual se realiza todos los veranos desde 1951; por esta razón la ciudad es conocida como la Salzburgo del norte.
En Bad Hersfeld se encuentran además las ruinas de la mayor iglesia colegiada de estilo románico de Europa. 